# Osiedle Bolesława Śmiałego (Poznań)

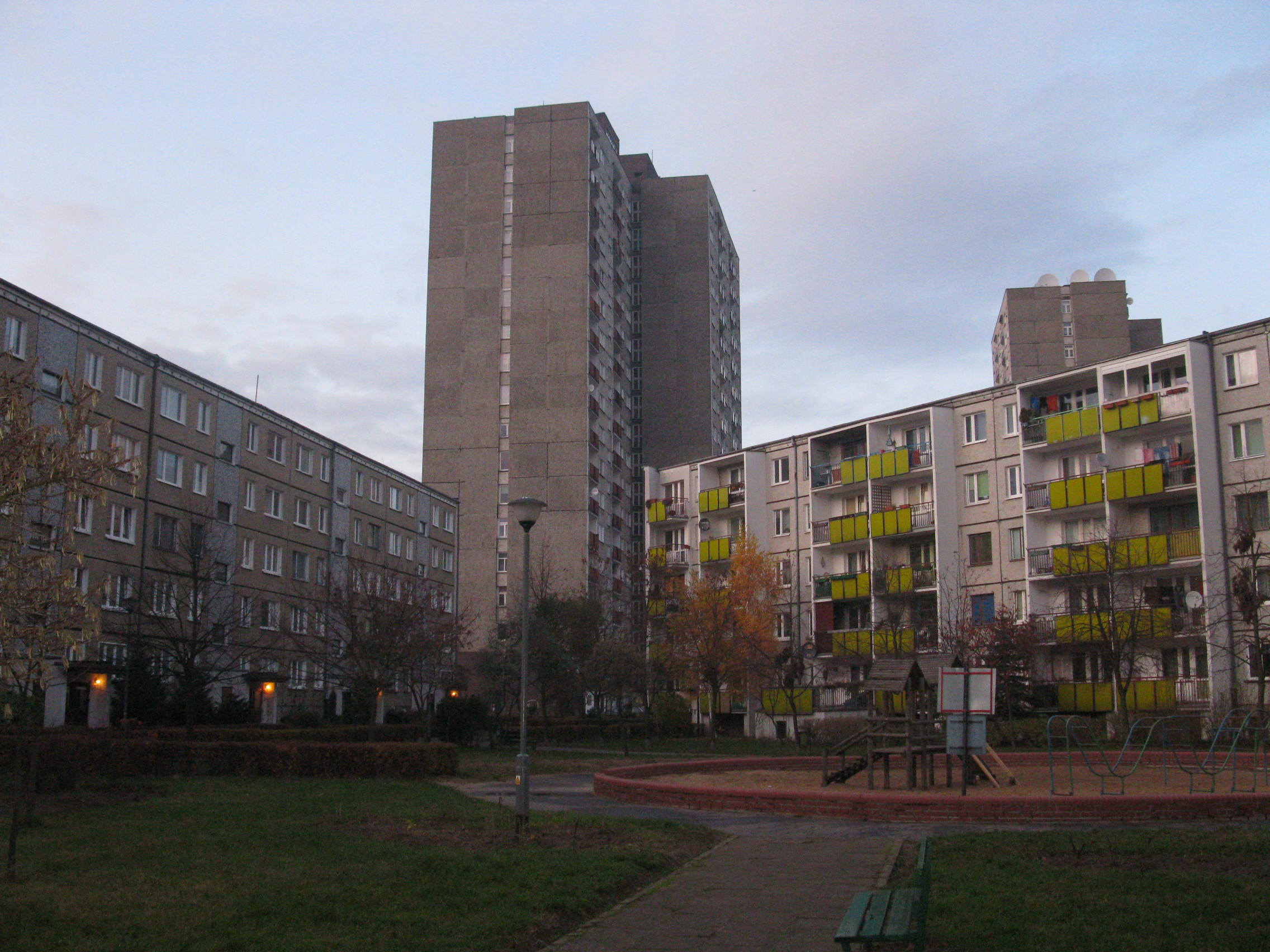
Fragment osiedla Bolesława Śmiałego
(15 listopada 2009)

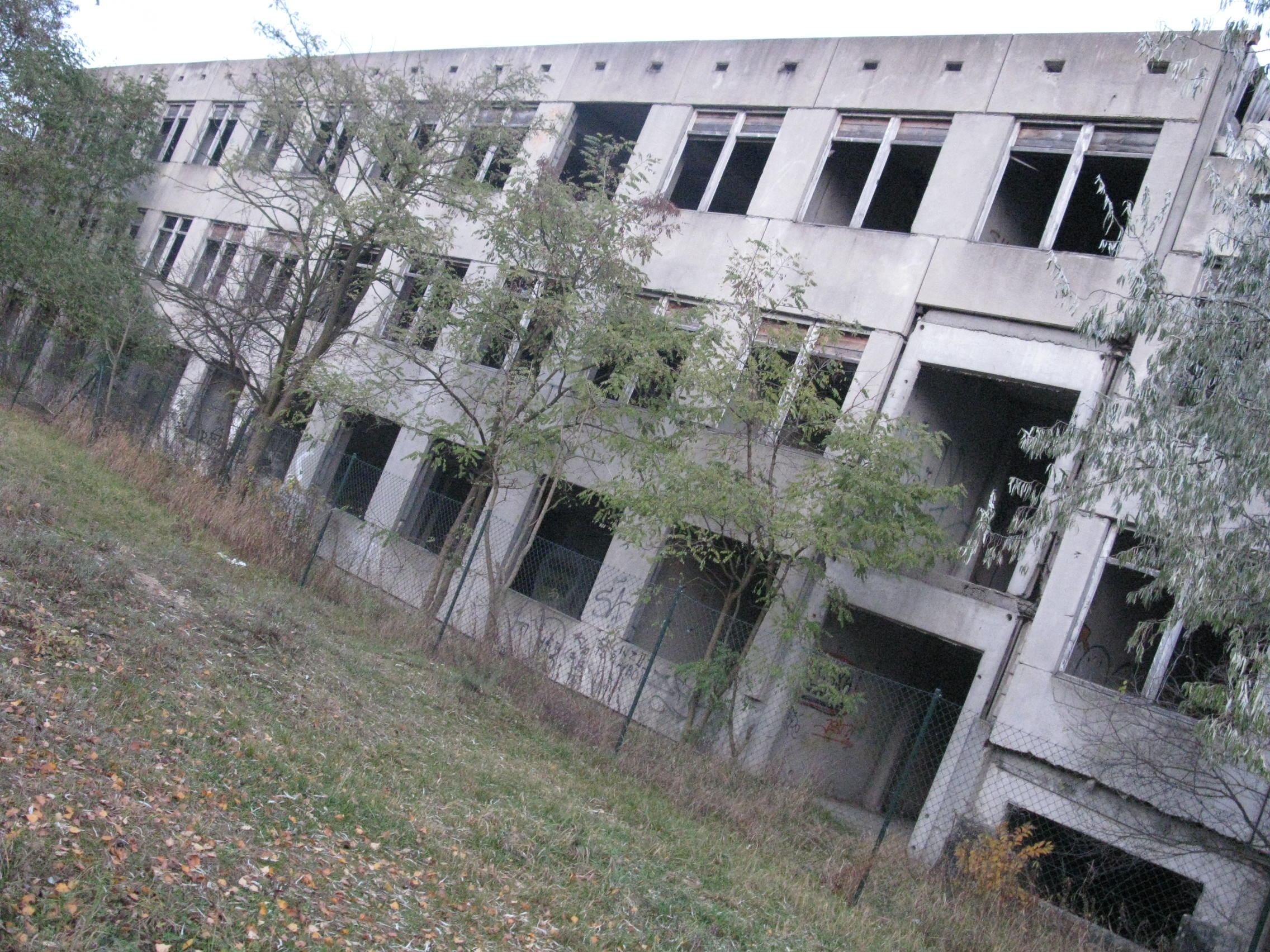
Nieukończony budynek szkoły, wyburzony w sierpniu 2013 (stan w dn. 15 listopada 2009)

Osiedle Bolesława Śmiałego – osiedle mieszkaniowe na obszarze jednostki pomocniczej Osiedle Piątkowo, na Piątkowie w Poznaniu. 

## Położenie i historia
Sąsiaduje z osiedlami Bolesława Chrobrego oraz Stefana Batorego. Na osiedlu znajdują się budynki 5-, 11-, 12- i 18-kondygnacyjne. 
Montaż pierwszego bloku rozpoczęto 3 czerwca 1983 (Poznański Kombinat Budowlany). W sierpniu 2013 rozpoczęła się rozbiórka nieukończonego budynku szkoły, którego budowę przerwano na początku lat 90. Na tym miejscu zaplanowano budowę osiedla Botanika. Prace budowlane rozpoczęto jesienią 2013.
Na terenie osiedla znajdował się nieukończony budynek użyteczności publicznej zbudowany w technologii „wielkiej płyty” – ośrodek zdrowia przy ul. S. Wiechowicza, wyburzony w 2018 roku.
Osiedle podzielone jest na dwie jednostki: "B" i "C", liczące razem 37 budynków. 

## Oświata
- Szkoła Podstawowa nr 34 im. Wojska Polskiego w Poznaniu
- Przedszkole nr 189
- Przedszkole nr 190
- Żłobek nr 1 „Balbinka”

## Kultura
19 grudnia 2014 na budynku nr 106 odsłonięto tablicę pamiątkową ku czci aktora Wojciecha Deneki (1946-2013), który współpracował z tutejszymi Warsztatami Terapii Zajęciowej Przylesie (Grupa Teatralna Nowi w Nowym).

## Kościół
- Na osiedlu znajduje się kościół rzymskokatolicki Parafii św. Stanisława Biskupa i Męczennika.

## Komunikacja miejska
- tramwaje: 12, 14, 15, 16
- autobusy: 146, 169, 174, 185, 191, 214 (nocny), 224 (nocny).